# La millona
La millona es una película española dirigida por Antonio Momplet. Se estrenó en el año 1935.

## Argumento
Una mujer de muy baja extracción social, cuya vida ha estado dominada a partes iguales por la privación de casi todo lo elemental y por la aspiración de sacar adelante su hijo, con los incontables sacrificios que implica semejante empresa, ve cómo toda su vida cambia de la noche a la mañana cuando es premiada con la entonces ingente cantidad de un millón de pesetas. Sin embargo, este súbito guiño de la fortuna, esta visita inesperada de la prosperidad llega demasiado tarde para una mujer cuyos planes de vida, por muy sencillos y humildes que fueran, se han convertido en claros exponentes de su fracaso.

## Comentario
Aunque ver una película como La millona requiere una dosis de suerte (que se sepa, sólo existen dos copias de conservación, propiedad de Filmoteca Española y del Instituto de la Cinematografía y de las Artes Audiovisuales ICAA), merece la pena el esfuerzo de rastrear las posibles programaciones de muestras retrospectivas del cine anterior a la guerra civil española para comprobar hasta qué punto los profesionales españoles de la época eran capaces de generar con éxito modelos de melodrama basados en los americanos, pero enriquecidos con elementos propios de la literatura popular, el sainete y hasta la denuncia social contenida en la narrativa "culta", desde Benito Pérez Galdós hasta Jacinto Benavente, del tránsito entre los siglos XIX y XX. Ligeramente sobreactuada para los gustos de nuestros días, La millona es, pese a todo, un ejemplo claro de buen cine y de mejores intenciones moralizantes; una muestra eficaz de esa industria local en fase de expansión que se fue al traste, como tantas otras cosas, con el golpe militar del 18 de julio.